# Fly Tiwi
Fly Tiwi est une compagnie aérienne australienne basée à Darwin, dans le Territoire du Nord, qui propose des services passagers réguliers entre la capitale du Territoire du Nord et les communautés situées sur les îles Tiwi, South Goulburn et Croker, ainsi que dans un certain nombre de communautés isolées de la Terre d’Arnhem. La société, détenue à 100% par le groupe Hardy Aviation, la plus grande société australienne d’aviation générale, a été fondée en 2008 en association avec le Tiwi Land Council et assure désormais plus de 50 vols hebdomadaires entre 8 destinations.